# Ryszard Skowronek
Ryszard Skowronek (* 1. Mai 1949 in Jelenia Góra) ist ein ehemaliger polnischer Leichtathlet. Der 1,83 m große und in seiner Wettkampfzeit 82 kg schwere Skowronek wurde 1974 Europameister im Zehnkampf.

## Leben
Skowronek trat sowohl bei den Europameisterschaften 1971 in Helsinki an als auch bei den Olympischen Spielen 1972 in München, beendete jedoch beide Male den Wettkampf nicht. 1973 gewann er mit 7965 Punkten bei der Universiade in Moskau, er hatte 62 Punkte Vorsprung auf den Olympiasieger Mykola Awilow. Im September 1973 wurde in Bonn das Finale des ersten Europacups der Mehrkämpfer ausgetragen. In der Einzelwertung gewann der Schwede Lennart Hedmark vor dem Franzosen Yves LeRoy. Skowronek wurde mit 7936 Punkten Dritter, gewann aber zusammen mit Ryszard Katus und Tadeusz Janczenko den Europacup.  
Bei den Europameisterschaften 1974 in Rom gelang Skowronek sein bester Zehnkampf. Mit polnischem Landesrekord von 8207 Punkten siegte er vor Yves Leroy mit 8146 Punkten und dem jungen Deutschen Guido Kratschmer mit 8132 Punkten. Auch Leonid Lytwynenko aus der Sowjetunion blieb als Vierter mit 8122 Punkten über der 8000-Punkte-Grenze. Skowronek hatte nach dem ersten Tag hinter Kratschmer und LeRoy noch auf Platz 3 gelegen, insbesondere 5,10 m im Stabhochsprung verhalfen ihm dann am zweiten Tag noch zum Europameisterschaftsrekord.
Im Zehnkampf bei den Olympischen Spielen 1976 in Montreal blieben sogar sieben Athleten über der 8000-Punkte-Marke. Hinter dem Weltrekord von Bruce Jenner belegten Kratschmer und Awilow die Medaillenränge. Skowronek wurde mit 8113 Punkten Fünfter hinter dem Finnen Raimo Pihl.
Skowronek wurde 1973, 1976 und 1977 polnischer Meister im Zehnkampf. Er begann seine Karriere bei Amator Jelenia Góra, später trat er für Śląsk Wrocław, AZS Wrocław, AZS Śląsk Katowice und für AZS-AWF Katowice an.

## Bestleistung
- Zehnkampf: 8207 Punkte (8229 Punkte nach der seit 1985 gültigen Punktwertung)

Einzelleistungen in diesem Wettkampf: 10,97 s – 7,49 m – 13,10 m – 1,95 m – 47,91 s – 14,79 s – 43,26 m – 5,10 m – 64,14 m – 4:30,9 min